# Маунт Ленард (Мисури)
Маунт Ленард (енгл. Mount Leonard) град је у америчкој савезној држави Мисури.

## Демографија
По попису из 2010. године број становника је 87, што је 36 (-29,3%) становника мање него 2000. године.
| Група             | 2000.       | 2010.      |
| Белци             | 116 (94,3%) | 73 (83,9%) |
| Афроамериканци    | 3 (2,4%)    | 1 (1,1%)   |
| Азијати           | 0 (0,0%)    | 1 (1,1%)   |
| Хиспаноамериканци | 0 (0,0%)    | 0 (0,0%)   |
| Укупно            | 123         | 87         |